# Antoine-Jérôme Balard

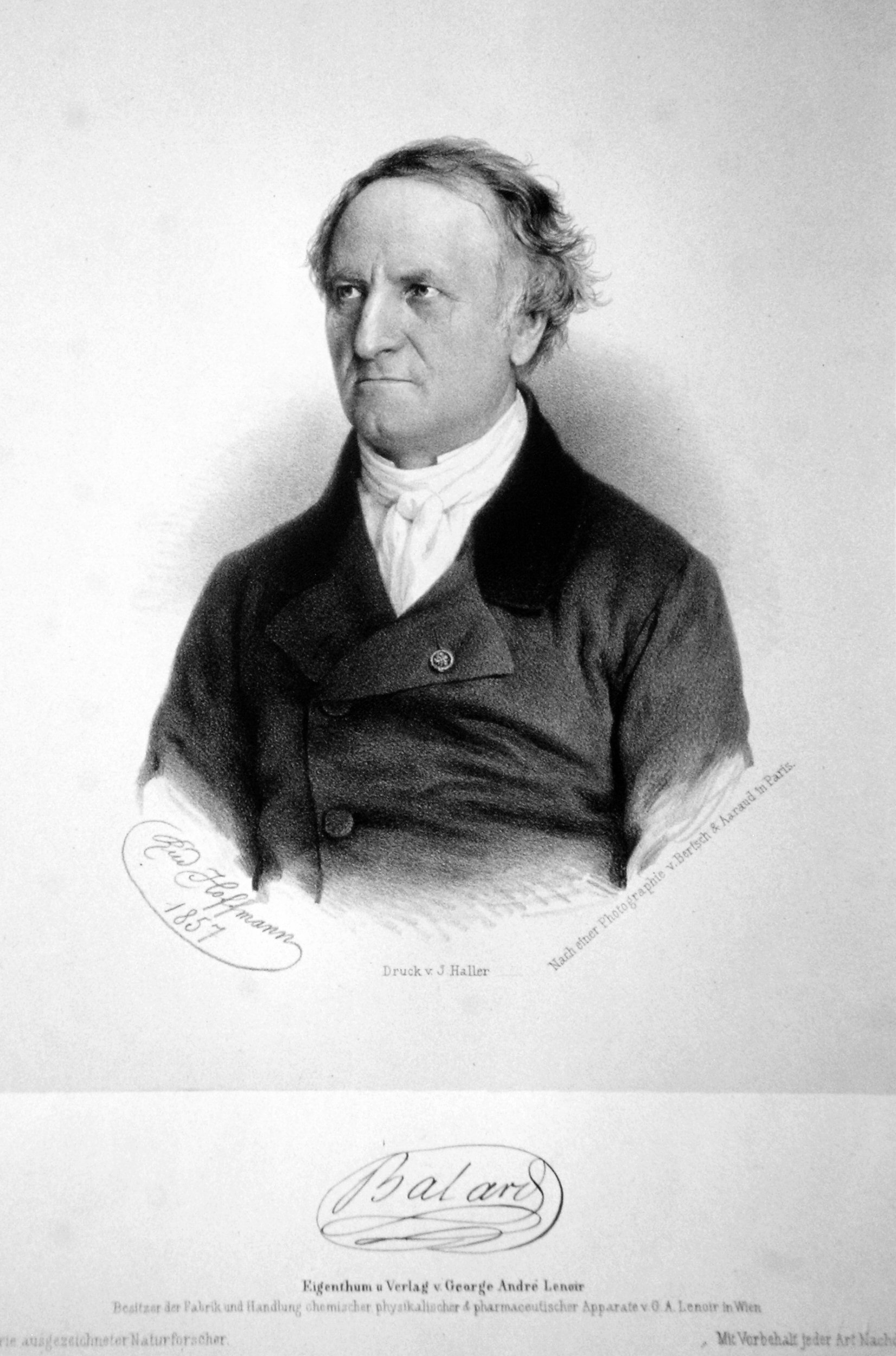
Antoine-Jérôme Balard, Lithographie von Rudolf Hoffmann, 1857

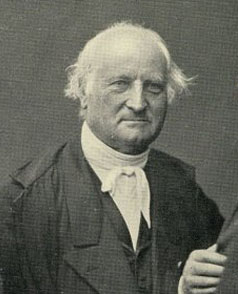
Antoine-Jérôme Balard

Antoine-Jérôme Balard (* 30. September 1802 in Montpellier, Frankreich; † 30. März 1876 in Paris), auch Ballard,  war ein französischer Chemiker und Entdecker des Elementes Brom.

## Leben und Wirken
Balard absolvierte zunächst eine Apothekerausbildung in seinem Geburtsort Montpellier. Angeregt durch die Entdeckung des Jods durch Bernard Courtois im Jahre 1811 in Nordsee-Braunalgen versuchte er ihm zu folgen. Bei Untersuchungen von Braunalgen einer Sägetang-Gattung Fucus sec. in den salzhaltigen Gewässern des Languedoc entdeckte er dann im Jahre 1826, dass die Rückstande neben Chlorid und Iodid ein weiteres, bis dahin noch unbekanntes Halogen enthielten. Ihm gelang in der Folge dessen Isolierung. Wegen des üblen Geruchs nannte er diese chlorähnliche Substanz bromine oder Brom und bestimmte die Eigenschaften dieses neu entdeckten Elements.
Er entdeckte die Lichtempfindlichkeit des Silberbromids. Später bewies er die Präsenz von Brom in Seepflanzen und Seetieren. Die Entdeckung von Brom war eigentlich ein Nebenprodukt seiner Forschungen über die See und deren Lebensformen. Balard betrieb darüber hinaus Forschungen über günstige Methoden der Entsalzung von Meerwasser. Louis Pasteur und Marcellin Berthelot waren zwei seiner Studenten.

## Ehrungen
1844 wurde er in die Académie des sciences gewählt.
Nach ihm ist die Pflanzengattung Balardia Cambess. 1829 aus der Familie der Nelkengewächse (Caryophyllaceae) benannt worden.